# 伊尸品王
伊尸品王，谥号明王（？—407年4月10日），金官伽耶（駕洛国）第5代王（在位:346年 - 407年）。父居叱弥王、母为阿志。王妃貞信（司农卿克忠女），子6代王坐知王（神王）。346年（晋穆帝永和二年）即位。407年（晋安帝义熙三年丁未）四月十日崩。